# ريكي جونسون
ريكي جونسون (بالإنجليزية: Ricky Johnson)‏ هو متسابق دراجات نارية أمريكي، ولد في 6 يوليو 1964 في إل كاجون في الولايات المتحدة.

## وصلات خارجية
- ريكي جونسون على موقع Racing-Reference.info (الإنجليزية)